# Bertin Ebwellé
Bertin Ebwellé (Yaundé, Camerún, 11 de septiembre de 1962) es un exfutbolista y entrenador de fútbol de Camerún que jugaba en la posición de lateral izquierdo.

## Carrera

### Club
| Periodo   | Club                     |
| --------- | ------------------------ |
| 1985-1990 | Tonnerre Yaoundé         |
| 1991-1992 | Persisam Putra Samarinda |
| 1992      | Olympic Mvolyé           |
| 1995–1996 | Canon Yaoundé            |
| 1996–1998 | Persisam Putra Samarinda |

### Selección nacional
Jugó para Camerún en 47 ocasiones de 1987 a 1992 y anotó 3 goles; participó en la Copa Mundial de Fútbol de 1990 y en cinco ediciones de la Copa Africana de Naciones.

### Entrenador
| Periodo | Club              |
| ------- | ----------------- |
| 2005    | Tonnerre Yaoundé  |
| 2012    | Tiko United       |
| 2014    | Tonnerre Yaoundé  |
| 2018    | Cotonsport Garoua |
| 2022    | Camerún sub-15    |

## Logros

### Jugador
- Primera División de Camerún (2): 1987, 1988
- Copa de Camerún (3): 1987, 1989, 1995
- Copa Africana de Naciones (1): 1988

### Entrenador
- Primera División de Camerún (1): 2018